# Alcadino di Siracusa
Alcadino di Siracusa (Siracusa, 1160 circa – Regno di Sicilia, 1212 circa) è stato un medico, filosofo e poeta italiano, vissuto a cavallo del XII e XIII secolo e vicino alla corte degli Hohenstaufen.

## Biografia
Sebbene non vi siano certezze sull'esatto anno di nascita di Alcadino, a parere di un suo biografo, egli sarebbe nato a Siracusa attorno all'anno 1160. Suo padre, Garsino Siracusano, lo mandò a studiare a Salerno, presso la celebre Scuola Medica Salernitana. Dopo gli studi in lettere, Alcadino si cimentò in quelli di filosofia, raccogliendo attorno a sé una serie di seguaci. Quindi, in seguito alla conclusione del corso regolare degli studi, il siracusano fu scelto per fare da insegnante in medicina e filosofia presso la stessa scuola salernitana.
Divenuto uno dei più stimati medici della scuola, Alcadino fu chiamato alla corte di Enrico VI di Svevia, che nel frattempo era entrato in possesso del Regno di Sicilia, e fu assunto come medico ordinario del sovrano. Dopo la morte di Enrico, il medico siracusano servì il di lui figlio, Federico II, che lo rese degno di confidenza e apprezzamento. Oltre alle ordinarie attività legate alla sua professione, Alcadino si occupò anche di poesia. Scrisse forse un trattato in versi sui bagni minerali di Pozzuoli, il De Balneis Puteolanis (che però alcuni autori attribuiscono a Pietro da Eboli). In quest'opera vengono descritti con precisione il luogo, le qualità e le virtù dei suddetti bagni. Alcadino scrisse inoltre due opere nelle quali celebrava le gesta di Enrico VI e Federico II.
Secondo lo storico Antonio Mongitore, Alcadino di Siracusa morì all'età di 52 anni, quindi si presume verso il 1212 circa.

## Opere
- De Balneis Puteolanis (?)
- De Triumphis Henrici Imperatoris
- De His Quae a Friderico II Imperatore Praeclare ac Fortifer Gesta Sunt